# محمد سوم مراکش
محمد سوم مراکش (انگلیسی: Muhammad III ibn Abd al-Aziz؛ ۱۳۶۸ – ۱۳۷۴) سلطان مرینیان مراکش از سال ۱۳۷۲ تا ۱۳۷۴ میلادی بود.